# Plumorsolus gondwanensis
Plumorsolus gondwanensis Wunderlich, 2008 è una specie di ragni fossili del sottordine Araneomorphae.
È l'unica specie del genere Plumorsolus, che è l'unico genere della famiglia Plumorsolidae

## Descrizione
La famiglia ricorda i ragni appartenenti a quella, tuttora esistente, degli Orsolobidae.

## Distribuzione
Si tratta di una famiglia estinta di ragni le cui specie ad oggi note sono state scoperte nell'ambra del Libano e della Birmania. Esse risalgono al Cretaceo.

## Tassonomia
A febbraio 2015, di questa famiglia fossile è noto un solo genere, composto da una sola specie:
- Plumorsolus Wunderlich, 2008d †, Cretaceo
  - Plumorsolus gondwanensis Wunderlich, 2008 †, Cretaceo

### Specie indeterminate
Gli esemplari reperiti in Birmania e attribuiti dall'aracnologo Wunderlich a questa famiglia sono in uno stato ancora indeterminato, in attesa di esami ed analisi più approfondite:
- Plumorsolidae indeterminato Wunderlich, 2008d †, Cretaceo
- Plumorsolidae indeterminato Wunderlich, 2011i †, Cretaceo